# Kemény Lajos (textilvegyész)
Kemény Lajos, született Kohn (Újpest, 1882. március 27. – ?) magyar textilvegyész, gyáros, kormányfőtanácsos.

## Élete
Kohn Péter (1834–1884) abai származású tanító és Winterstein Regina (1842–1924) kalapkereskedő fia. A középiskolái elvégzését követően a Magyar Királyi Állami Felsőipariskola vegyészeti szakosztályán folytatta tanulmányait, melyeket 1903-ban fejezett be. A nyári szünetek alatt egy ausztriai kartonnyomógyárban dolgozott. Ez a gyár a tanulmányai végeztével vegyészként alkalmazta. Ezután Németországba ment, ahol az ország egyik legnagyobb festékgyárában vállalt munkát. Az 1906-ban alakult Kartonnyomóipar és Kereskedelmi Rt. hazahívta külföldről az óbudai gyárába és mint kolorista vegyészt foglalkoztatta. Ezen a helyen öt éven keresztül működött mint gyárvezető és a legmodernebb textilgépekkel szerelte fel a gyárat. 1911-ben megvásárolta a több mint 100 éves Finály Simon Fia kékfestőgyárat, majd néhány évvel később létrehozta saját kékfestő és kikészítő gyárát Óbudán. A gyár mellett mezőgazdasággal is foglalkozott és saját tehenészetet tartott fenn.
1928-ban a Mérnöki Kamara tagjai közé választotta. Több alkalommal is betöltötte az Országos Műszaki Egyesület elnöki tisztségét. 1931-ben kormányfőtanácsossá nevezték ki.
1944. április 28-án látták őt és feleségét utoljára.
Házastársa Wagner Franciska volt, akivel 1908. június 4-én Budapesten, a Terézvárosban kötött házasságot.